# Peter Overbeck
Peter Overbeck (* 1963 in Kiel) ist ein deutscher Musikwissenschaftler, Musikjournalist, Tonmeister und Hochschullehrer.

## Leben
Peter Overbeck ist Sohn von Felicitas Overbeck und dem Mediziner Ludwig Overbeck. Er wuchs in Kiel und Singen (Hohentwiel) auf.
Nach einem Musikstudium an der Hochschule für Musik Detmold (Diplom-Tonmeister 1990) und einem Musikwissenschafts-Studium an den Universitäten Basel, Heidelberg und Paderborn (Promotion 1998) arbeitete er als Tonmeister und Musikjournalist u. a. für das Schweizer Radio DRS (Studio Basel), für den Südwestrundfunk, für den Bayerischen Rundfunk, für den Saarländischen Rundfunk, für den Deutschlandfunk und für verschiedene Printmedien.
1998 bis 2011 war er Redaktionsleiter und stv. Institutsleiter beim Institut LernRadio der Hochschule für Musik Karlsruhe. Im Jahr 2012 wurde er auf eine Professur für Trimediale Produktion ebenfalls beim Institut LernRadio der [Hochschule für Musik Karlsruhe] berufen. Seit Oktober 2022 ist er Prorektor für Studium, Lehre und Digitales an der Hochschule für Musik Karlsruhe.
Seit 2007 ist er Vorsitzender der Händelgesellschaft Karlsruhe e. V., außerdem Mitglied im Vorstand der internationalen Vereinigung Georg-Friedrich-Händel-Gesellschaft e. V. mit Sitz in Halle/Saale und der Internationalen Händel-Akademie Karlsruhe e. V.
Sein wissenschaftliches Interesse gilt der englischen Musikgeschichte des 18. Jahrhunderts (insbesondere Thomas Linley junior und Georg Friedrich Händel). Weitere Forschungsbereiche sind die Tonträgergeschichte und die musikalische Interpretation. In den vergangenen Jahren erschienen mehrere Veröffentlichungen im Bereich Musik-, Radio- und Kulturjournalismus.